# Rosemary's Baby (romance)
Rosemary's Baby (em português, O Bebê de Rosemary) é um romance de terror escrito por Ira Levin. O livro conta a história de um casal que se muda para um novo apartamento e pretende ter um filho, porém fatos estranhos acontecem durante a gravidez. A obra fez grande sucesso e ainda foi adaptado para o cinema pelo cineasta Roman Polanski, trazendo no elenco as atrizes Mia Farrow e Ruth Gordon, que ganhou o Oscar de Melhor Atriz Coadjuvante e o Globo de Ouro na mesma categoria por sua interpretação como Minnie Castevet.